# 告知
| ウィキペディアには「告知」という見出しの百科事典記事はありません（タイトルに「告知」を含むページの一覧/「告知」で始まるページの一覧）。 代わりにウィクショナリーのページ「告知」が役に立つかもしれません。 |